# Culex pulidoi
Culex pulidoi är en tvåvingeart som beskrevs av Cova Garcia och Sutil Oramas 1974. Culex pulidoi ingår i släktet Culex och familjen stickmyggor.
Artens utbredningsområde är Venezuela. Inga underarter finns listade i Catalogue of Life.